# Groupe union défense
Pour les articles homonymes, voir GUD.
Le Groupe union défense (plus connu sous l'acronyme GUD) était une organisation étudiante française d'extrême droite radicale réputée pour ses actions violentes, et très active dans les années 1970. À travers le temps, sa ligne idéologique évolua à la suite de nouvelles directions. Le symbole du rat noir et de la croix celtique sont emblématiques de cette organisation.
En perte de vitesse depuis les années 1980, le mouvement entre en sommeil en 2002 tandis que plusieurs de ses anciens membres rejoignent le Rassemblement étudiant de droite.
L'organisation tente de faire un retour en 2010 sous le nom d’Union de défense de la jeunesse (UDJ) sur le campus de l'université Paris-Panthéon-Assas.
Le GUD entre de nouveau en sommeil en 2017, au profit du Bastion social et de Zouaves Paris. Après la dissolution de ces groupuscules, l'organisation est à nouveau réactivée en 2022.
Le 26 juin 2024, la porte-parole du gouvernement Prisca Thevenot annonce la dissolution du GUD.

## Historique

### Création et débuts
Le GUD est créé en décembre 1968 au centre universitaire Assas de la Faculté de droit de Paris sous le nom de Union Droit, puis Groupe union Droit, par d'anciens militants d'Occident (Alain Robert, Gérard Longuet, Robert Allo, Gérard Écorcheville, Hugues Leclère, Jack Marchal, Jean-Noël Prade) à la suite de la dissolution de cette organisation le 31 octobre de la même année. L'organisation est créée en vue des élections étudiantes de février 1969. Elle obtient plus de 10 % à Clignancourt, Saint-Maur, Nanterre et Assas,.
Le GUD s'affirme durant ses premières années d'existence comme le principal pôle militant de l'extrême droite en France (et même pratiquement le seul en 1969) et se fait connaître par des actions violentes. Par la suite, avec l'apparition de mouvements nationalistes structurés tels que Ordre nouveau, il tient une place de plus en plus marginale, à plus forte raison avec l'émergence comme force électorale du Front national dans les années 1980.
Entre février et mars 1970, le GUD participe à plusieurs affrontements violents contre des militants de gauche et d'extrême gauche à l'université d'Assas et de Nanterre. L'université Panthéon-Assas est fermée deux jours à la suite de l'une de ces rixes.
Le 28 novembre 1972, les dirigeants du GUD Patrice Janeau et Michel Bodin, opposés au rapprochement d'Ordre nouveau avec Jean-Marie Le Pen en vue de créer le Front national, partent former le Groupe action jeunesse avec des dissidents d'Ordre nouveau. Une équipe dirigeante alternative prend immédiatement la relève. En 1974, face à la concurrence du GAJ, le GUD est menacé de disparaître durant un temps. En novembre 1974, le GUD devient le mouvement étudiant du Parti des forces nouvelles (PFN)[réf. nécessaire].

### Durant les années 1980
Le 15 décembre 1980, à la suite d’incidents quelques jours plus tôt à Tolbiac, une trentaine de militants du GUD se rend à l'université de Nanterre, où une bagarre fait 23 blessés, dont deux graves parmi le GUD, avant d'être pris en chasse par plusieurs centaines d'étudiants jusqu'au RER de la gare de Nanterre-Université. Les étudiants encerclent le train, tirent le signal d'alarme pour l'immobiliser et brisent les vitres des voitures où se sont réfugiés « ceux d'Assas ». 27 nationalistes sont arrêtés. Une manifestation spontanée d'étudiants, soutenue par l'Unef-ID a lieu l'après-midi, du campus Pierre-et-Marie-Curie de Jussieu au pont de la Concorde. Dans un communiqué, le Collectif des étudiants libéraux de France, proche des jeunes giscardiens, condamne « les actions des groupes d'extrême droite [et affirme que] le GUD s’affirme victime innocente car ses militants sont venus désarmés ».
Le 17 juin 1981, le GUD s'autodissout officiellement à la suite de la victoire à l'élection présidentielle de François Mitterrand du 10 mai. Il se reconstitue à l'automne 1981 au centre Assas à l'initiative d'une nouvelle équipe d'étudiants menée par Charles-Henri Varaut et Richard Rouget. Il participe ensuite à la création du Renouveau nationaliste. Le 19 mars 1982, le PFN, le GUD et le RN protestent contre la commémoration des Accords d'Évian de 1962 organisée par la Fédération nationale des anciens combattants en Algérie, Maroc et Tunisie. Entre avril et mai 1983, le GUD participe au mouvement contre la réforme des universités du ministre socialiste de l'Éducation, Alain Savary ; la presse parle alors d'un « Mai 68 à l'envers ».
Les manifestations contre la loi Savary redynamisent le GUD, qui s'implante notamment à Lille, Lyon, Montpellier et Clermont-Ferrand. Durant les années 80, les scores des organisations étudiantes d'extrême droite dont le GUD augmentent et atteignent jusqu'à 5 à 10% des suffrages selon les universités.
En 1984, le GUD se rapproche du Mouvement nationaliste révolutionnaire (MNR) de Jean-Gilles Malliarakis. Lors des élections étudiantes, il obtient 94 voix à Assas, soit 2,4 % des 4 000 inscrits[réf. nécessaire]. La même année, une liste de l'Union des étudiants de droite (UED), syndicat « né sur les cendres du GUD », participe aux élections des délégués des étudiants au conseil de direction à la commission paritaire de Sciences Po Paris. En sixième position apparaît le nom de Nathalie Ducoulombier, le nom de jeune fille de Nathalie Loiseau.
En 1985, le GUD devient l'organisation étudiante du MNR tandis que la Jeune garde en est sa branche lycéenne. Le 9 novembre 1985, le GUD participe à la fondation de Troisième Voie. Les deux organisations rompent le 7 mai 1988.
Le 26 novembre 1986, une trentaine de militants du GUD, menés par Serge Ayoub, attaquent une assemblée générale au campus de Jussieu,. Le 27 novembre 1986, une centaine de militants du GUD mène une attaque contre la manifestation étudiante opposée au projet de loi Devaquet, aux alentours des boulevards Saint-Germain et Saint-Michel à quelques centaines de mètres de la rue d'Assas. Une partie du service d'ordre étudiant, présenté comme « autonome », se rend Rue Joseph-Bara pour contre-attaquer,,. Les jours suivants, une attaque similaire se produit à Lyon tandis qu'un raid à Paris mené par le GUD, accompagné de skinheads, du MNR, et de militants liés l'Union nationale inter-universitaire (UNI) paralyse à vie un étudiant, frappé à coups de barre de fer.
Le GUD atteint son apogée en 1987, année durant laquelle il multiplie les agressions et démonstrations de force. Roger Griffin, chercheur à l'université Oxford Brookes, dénombre sa participation à cinq manifestations et de nombreux raids violents sur six universités visant principalement l'organisation Pour un syndicalisme autogestionnaire. Par la suite, l'influence du GUD décline face à la popularité croissante du Front national.
Le 29 décembre 1988, le GUD se reconstitue sous le nom d'Union de défense des étudiants d'Assas (UDEA) et, un an plus tard, Union de défense des étudiants parisiens.

### Rapprochement avec le Front national puis avec Unité radicale et mise en sommeil
En 1992, malgré son affaiblissement progressif, le GUD participe à une manifestation contre Disney au cours de laquelle est chanté « mort aux marxistes et aux juifs capitalistes ». Les années suivantes, l'organisation participe à plusieurs raids, notamment contre les locaux de l'UNEF, agressions, et manifestations anti-américaines. Quelques uns de ses militants s'engagent dans l'armée croate pour participer à la guerre en Yougoslavie.
En 1993, l'organisation se rapproche du Front national de la jeunesse (FNJ) et du Front national. Le 7 mai 1994, le GUD organise une manifestation à Paris sous le slogan « Bienvenue aux ennemis de l'Europe ! » afin de protester contre le 50e anniversaire du débarquement américain. Le rassemblement prévu place Denfert-Rochereau est interdit, la police encercle et matraque les manifestants, en arrête plus d'une centaine. Parmi ceux, qui parviennent à s'échapper, Sébastien Deyzieu, 22 ans, est poursuivi sur plus de 1 200 m par des policiers en civil, tente de se réfugier dans l'immeuble du 4, rue des Chartreux (non loin du centre Assas), tombe du 5e étage et fait une chute mortelle. Ce fait devient l'affaire Sébastien Deyzieu. Le 9 mai, le GUD de Frédéric Chatillon et le FNJ de Samuel Maréchal fondent le Comité 9 mai pour dénoncer « la police de Pasqua ». Le 11 mai, plusieurs militants du GUD et du FNJ tentent d'envahir l'appartement de Pasqua. Ils se font repousser puis occupent le conseil général des Hauts-de-Seine. Le GUD manifeste depuis lors chaque 9 mai en hommage à leur militant.
Dès 1994, Frédéric Chatillon, directeur du GUD, se rapproche de Moustapha Tlass, ministre de la défense syrien. Le régime d'Hafez el-Assad finance les activités du GUD, car il « voit en Chatillon une porte ouverte vers les mouvements extrémistes occidentaux ». Frédéric Chatillon assurera la propagande du régime syrien, y compris sous Bachar el-Assad, pendant la guerre civile syrienne, et les liens entre le GUD et le régime syrien serviront à organiser de nombreux voyages de propagande en Syrie, y compris d'élus français d'extrême droite,.
En 1995, le GUD participe à la campagne présidentielle de Jean-Marie Le Pen. À la faculté d'Assas, Benoît Fleury dirige l'organisation de 1995 à 2000. En juin 1998, le GUD participe à la création d'Unité radicale (UR) ; il publie alors Le Rongeur masqué, puis Jusqu'à nouvel ordre. En décembre 1998, lors de la scission du Front national entre lepénistes et mégrétistes, les GUD de province, contrôlés par Unité radicale, soutiennent Bruno Mégret. Celui de Paris montre sa réticence en mettant en avant le slogan « Ni œil de verre, ni talonnette ». Il participera, le 4 février 1999, à la création d'un « Front de la jeunesse » censé regrouper la jeunesse d'extrême droite, sans lendemain.
À l'automne 1999, le GUD crée l'Union de défense des étudiants et lycéens ; à la suite de procédures judiciaires, Benoît Fleury se met en retrait de la présidence au profit de Gaëtan Dirand, qui lui succède en 2000. Au 1er semestre 2002, le GUD reprend son autonomie vis-à-vis d'UR, accusée de « mégrétisme »[réf. nécessaire]. Après la disparition d'UR en 2002, le GUD entre en sommeil. Entre 2004 et 2009, les militants du GUD passent plusieurs années « en immersion » à l'intérieur du Rassemblement étudiant de droite (RED), aux côtés d'éléments d'autres provenances.

### Réactivation dans les années 2010
Le 28 octobre 2009, l'hebdomadaire d'extrême droite Minute annonce la réactivation du GUD. Le GUD est relancé en 2010 par Édouard Klein, ancien chef du RED. D'après Nicolas Lebourg, cette initiative ne convainc pas la génération des gudards des années 1990, qui la surveillent étroitement.
En 2015, à la suite de l'agression commise contre Édouard Klein, le nouveau président du GUD Logan Djian est mis en examen pour « violences aggravées ». Placé en détention provisoire, il est libéré le 13 novembre contre le paiement d’une caution de 25 000 euros. De 2015 à 2016, le GUD collabore régulièrement avec l'Action française.

#### Ile-de-France
En février 2010, des étudiants distribuent des tracts « GUD is Back » à l'université d'Assas. L'organisation échoue à constituer des listes aux élections universitaires, et son retour suscite la protestation des autres syndicats étudiants. L'Union des étudiants juifs de France (UEJF) lance ainsi un « appel aux étudiants d’Assas contre le fascisme étudiant » signé par l'Union nationale inter-universitaire (UNI) et l'Union nationale des étudiants de France (UNEF). En avril 2010, le GUD est impliqué dans un affrontement avec des militants de gauche, dont une des victimes écopera 21 jours d'interruption temporaire de travail.
En octobre 2013, le gudard Logan Djian ouvre le bar d'extrême droite Le Crabe-Tambour (en référence à Pierre Guillaume, ancien de l'Organisation de l'armée secrète (OAS)) dans le 15e arrondissement de Paris. Le bar est fermé depuis[Quand ?]. En novembre 2014, le GUD organise un congrès européen à Nanterre. Celui-ci accueille des nationalistes radicaux étrangers comme Konstantinos Boviatsis d'Aube dorée, Hervé Van Laethem du mouvement belge Nation, Jordi de la Fuente du Mouvement social républicain espagnol, et avec comme invités français Roland Hélie de Synthèse nationale ainsi qu'Arnaud de Robert, le porte-parole du Mouvement d'action sociale.
En juin 2015, la permanence du Parti communiste français à Gentilly est vandalisée par des personnes laissant une signature du GUD.

#### Lyon
À l'automne 2011, une section lyonnaise du GUD est lancée. Très active depuis septembre 2011, elle est principalement implantée à l'université Jean-Moulin-Lyon-III quoique le syndicat Union de défense de la jeunesse (UDJ) n'ait pas été reconnu par Lyon-3. Le même mois, lors d'une manifestation contre le retour de Bruno Gollnisch à l'université Lyon-III à laquelle des militants du GUD sont présents pour soutenir Gollnisch, deux militants d'extrême gauche sont agressés à coups de casque. L'auteur de l’agression, Steven Bissuel, est condamné à deux mois de prison ferme.
En juin 2013, deux membres du GUD sont condamnés à 1 an et à 6 mois de prison ferme, pour des violences en réunion à caractère raciste commises le 17 juin à Lyon. Deux ans après ce premier procès, un troisième « Gudard », est condamné à six mois de prison avec sursis pour sa participation à l’agression.
Le 4 novembre 2014, le tribunal correctionnel de Lyon inflige 5 ans de prison ferme à l'encontre de deux individus proches du GUD, pour violences aggravées en état de récidive commises contre un couple le 15 janvier 2011 à Villeurbanne et port d'armes prohibées. Six autres prévenus écopent de peines moindres, allant de trois ans ferme à 12 mois avec sursis, notamment pour non assistance à personnes en danger,,.
Le 9 juillet 2015, cinq personnes proches du GUD sont interpellées pour une agression commise contre trois personnes d'origine africaine dans la nuit du 5 au 6 juin 2015 devant un établissement de nuit de la place des Terreaux à Lyon.
Le 31 mars 2016, lors des manifestations contre la Loi relative au travail, à la modernisation du dialogue social et à la sécurisation des parcours professionnels, les militants du GUD affrontent les manifestants devant la faculté Lyon 3 qui, selon le mot d'ordre du jour, voulaient tout bloquer dont les universités et les lycées. Le 8 juillet 2016, Logan Djian, responsable du GUD, est condamné à 1 an de prison ferme pour l'agression d'un journaliste lors d'une manifestation de La Manif pour tous en 2013. Recherché par la police, il est finalement incarcéré le 1er décembre 2017 à la prison de Lyon Corbas,. En septembre 2016, un professeur se fait agresser par des militants du GUD pour avoir arraché des autocollants du groupe à proximité de la Manufacture des tabacs. Rue89 Lyon replace cette agression dans un contexte de regain d'activité du GUD dans la ville, alors qu'il tente de s'implanter à l'université par la création de Lyon 3 Patriote et Lyon 2 Patriote (émanations de l'Union des étudiants patriotes, présente notamment à Paris-Assas).
En janvier 2017, le bar d'extrême droite « Le Pavillon Noir », qui sert de local au GUD, est ouvert dans Lyon par Steven Bissuel. Le GUD-Lyon devient "l'incarnation du mouvement" selon Nicolas Lebourg et participe en avril 2017 à la conférence « Paneuropa » du Réseau Reconquista de Kiev à l'esthétique proche du nazisme. En mai 2017, quelques jours après avoir constitué le service d'ordre d'une manifestation "Tout sauf Macron", une quinzaine de militants du GUD font irruption dans le local d'En Marche ! à Lyon pour y jeter des billets à l'effigie d'Emmanuel Macron et des fumigènes.

#### Lorraine

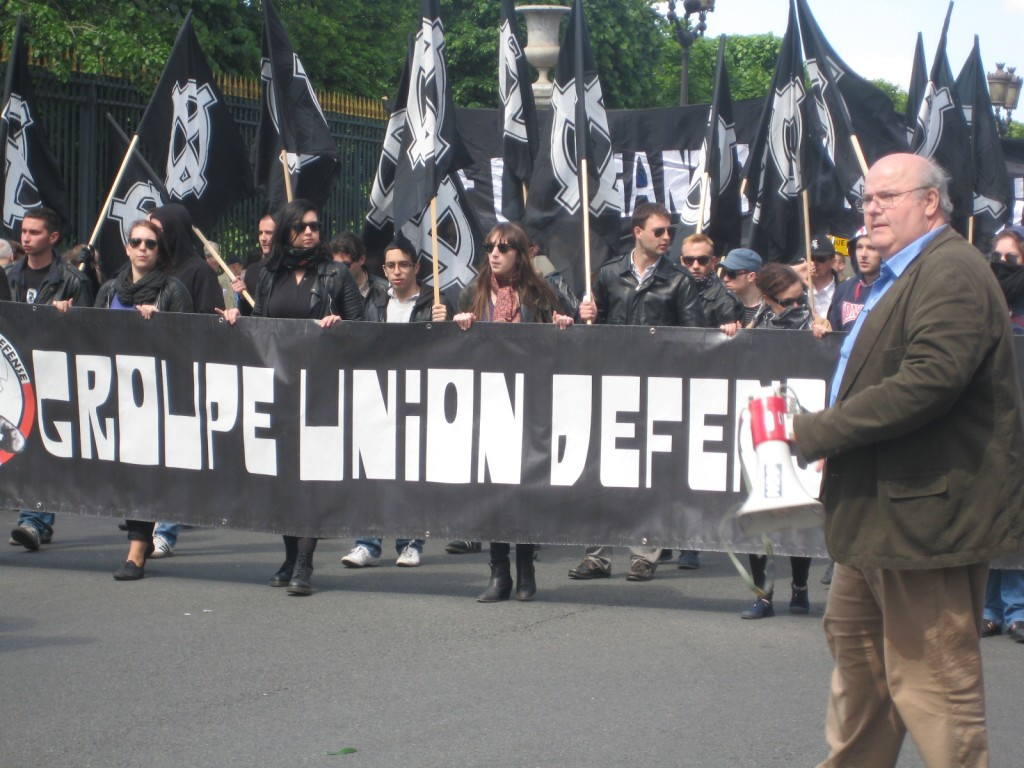
Les étudiants du GUD manifestant le 13 mai 2012.

Début 2012, des journalistes du Monde relèvent un rapprochement entre certains membres du GUD et le FNJ. En mars 2012, le GUD obtient 3,4 % des voix lors des élections étudiantes d'Assas via sa liste UDJ. La journée des élections est marquée par la présence d'une quarantaine de militants du GUD et de l'agression de deux militants de gauche. En octobre 2012, après 12 ans d'absence, le GUD fait son retour à Nancy à l'occasion d'une opération de tractages ; la presse relate plusieurs affrontements, notamment à l'arme blanche, sur les campus et à proximité.
En avril 2013, le GUD Nancy appelle à des violences envers les homosexuels par une image explicite déposée sur un réseau social. L'association Inter-LGBT dépose plainte pour incitation à la haine et à la violence,. L'université de Nancy fait de même en mai de la même année en raison « de différentes dégradations qui portent la mention du GUD [et de tags qui] sont clairement marqués par une haine raciste et homophobe, dans le contexte des débats sur la loi sur le mariage pour tous », selon le porte-parole de l'université,,, des affiches incitant à frapper des homosexuels ayant notamment été placardées sur le campus. Ces actes homophobes sont également condamnés par la ministre de l'Enseignement supérieur Geneviève Fioraso. En juin, le maire de Nancy, André Rossinot, se déclare « préoccupé par la recrudescence d'appels haineux et d'invitations à la violence sur la page Facebook du GUD de Nancy, [où] l'on constate la présence de contenus à caractère ouvertement raciste, homophobe, antisémite » et demande à Facebook la fermeture de cette page, tandis que le conseil d’administration de l'université de Lorraine adopte une motion « condamnant fermement les actes (agressions, dégradations, inscriptions discriminatoires, menaces homophobes) qui ont eu lieu récemment sur ses campus sous la bannière du Groupe Union Défense (GUD) ». En août 2013 : à la suite de ces plaintes,, un militant du GUD Nancy, responsable de la page Facebook du GUD Nancy où figurent également des slogans antisémites, est interpellé et placé en garde à vue,,,.
En janvier 2015, deux militants du GUD Nancy sont condamnés à 8 mois et 6 mois d’emprisonnement avec sursis pour avoir déployé une banderole homophobe incitant à la haine lors de la Marche des fiertés du 31 mai 2014,. En mars 2015, le local syndical de la Confédération nationale du travail de Metz est vandalisé par des militants se réclamant du GUD.

### Auto-dissolution en 2017
En 2017, souffrant de divisions internes suivant le passage à tabac d'Édouard Klein par Logan Djian, le GUD s'auto-dissout en décembre 2017. Le chef du GUD Lyon, Steven Bissuel, fonde en mai 2017 un mouvement nationaliste-révolutionnaire inspiré du parti italien CasaPound, le Bastion social,. La tentative ne prend cependant pas à Paris, où le groupuscule Zouaves Paris prend la suite du GUD en avril 2018.
En mai 2020, la rédaction de Siné Mensuel annonce porter plainte pour avoir reçu cinq lettres contenant des menaces de mort envers des collaborateurs du journal et signées du Groupe union défense.

### Réactivation en 2022
En novembre 2022, dans un contexte où les principaux groupes héritiers du GUD, Bastion social et Zouaves Paris (ZVP), ont été dissous, Marc de Cacqueray-Valménier (ancien chef de ZVP) réactive le GUD,,. Les activités de reprise consistent d'abord en des tags et distributions de tracts aux slogans néofascistes, appelant à expulser la « vérole gauchiste » des universités « par tous les moyens ». Le groupe s'organise sur l'application de messagerie Telegram, et compte parmi ses membres plusieurs anciens des années 2010 ; ainsi que des membres du groupement néonazi Division Martel. Il organise des rencontres sportives publiques entre militants d'extrême droite. D'après Libération, Axel Loustau et Frédéric Chatillon continuent de parrainer l'organisation.
En décembre 2022, plusieurs membres sont interpellés lors d'un regroupement, visiblement en vue de violences, en marge d'un match de football,.
En janvier 2023, le GUD, qui compte « au moins une cinquantaine de néonazis violents » sur Paris, organise, avec les organisations néofascistes Luminis et Auctorum, des entraînements au combat qu'ils diffusent à des fins de propagande, et apparaît également à la Marche pour la vie. En février 2023, le GUD Paris participe à un hommage à Robert Brasillach aux côtés de l'organisation versaillaise Auctorum. Lors d'un contrôle d'identité à cette occasion, les forces de l'ordre contrôlent une vingtaine de personnes fichées S.
En avril 2023, le GUD organise avec la Division Martel une agression raciste devant le lycée Victor-Hugo à Paris,. En mai 2023, le GUD participe au rassemblement commémoratif annuel en l'hommage de Sébastien Deyzieu.

### Dissolution en 2024
En janvier 2024, StreetPress révèle l'intention du ministre de l'Intérieur Gérald Darmanin de dissoudre le GUD en raison de ses actions violentes. Sont également concernées d'autres associations d'extrême droite, mais également des associations cultuelles musulmanes ou pro-palestiniennes, ainsi qu'une association de gauche radicale et une association évangélique,.
Dans la nuit du 9 au 10 juin 2024, après la victoire du Rassemblement national (RN) lors des élections du Parlement européen, cinq militants du GUD — dont le fils d'Axel Loustau — passent à tabac, armés d'un bâton et d'une ceinture, un jeune homme de 19 ans en proférant insultes homophobes et menaces : « toi sale pédé, t’es un trans » avant de prendre la fuite. Rattrapés par les forces de l'ordre, ils reconnaissent être membres du GUD et du RN. Ils déclarent également avoir hâte que le RN remporte les élections législatives pour pouvoir : « casser du PD autant qu’on veut » Après confirmation par un témoin et par la vidéosurveillance, 2 d'entre eux sont condamnés le 12 juin à 5 et 7 mois de prison ferme, et 2 autres hommes sont condamnées à six mois de prison avec sursis pour non-assistance à personne en danger.
Le gouvernement annonce officiellement la dissolution du GUD le 26 juin 2024.

## Présidents
- 1968-1972 : Alain Robert
- 1972 : Patrice Janeau
- 1972-1973 : Bernard Houdin[86]
- 1973-1974 : Roland Poynard[87]
- 1974-1975 : Gilles Soulas[88]
- 1975-1976 : Philippe Péninque[89]
- 1976-? : Jean-François Santacroce[88]
- 1981-1983 : mise en sommeil du GUD[90]
- 1983-? : Fabrice Saulais, dit Arnaud Lutin[88],[87]
- ?-? : Frédéric Pichon[91]
- 1988 : Christophe Pierre[92]
- 1988-1991 : William Bonnefoy[90]
- 1991-1995 : Frédéric Chatillon[90]
- 1995-1998 : Guillaume Coudroy[90]
- 1998-2000 : Benoît Fleury[93]
- 2000-2002 : Gaëtan Dirand[90]
- 2002-2009 : mise en sommeil du GUD
- 2009-2012 : Édouard Klein[94]
- 2012-2017 : présidence ad hoc
- 2017-2022 : mise en sommeil du GUD au profit du Bastion social
- 2022-2024 : Marc de Cacqueray-Valménier[73]
- 2024 : Gabriel Loustau[95]

## Membres notables
- Alain Robert
- Frédéric Chatillon
- Axel Loustau
- Loïk Le Priol
- Marc de Cacqueray-Valménier

## Idéologie
Initialement, le positionnement idéologique du GUD se situait dans la continuité du mouvement Occident, c'est-à-dire fondé sur un nationalisme français peu caractérisé (ni pro ni anti-chrétien, ni pro ni anti-européen, etc.) évitant de s'aliéner les tendances libérales-conservatrices fortement représentées parmi les étudiants en droit et sciences économiques. Durant les années 1970, le GUD a plus ou moins suivi les orientations des mouvements auxquels il était censé être affilié (successivement Ordre nouveau, Front national, Faire Front, Parti des forces nouvelles), non sans parfois les contester, et en les transcrivant en termes d'action syndicale axée sur le combat anti-« gauchiste »[réf. nécessaire].
Le GUD a commencé à devenir lieu de production idéologique avec les années 1980 en se plaçant de plus en plus dans l'optique du nationalisme révolutionnaire, en abandonnant progressivement les sujets syndicaux pour se muer en mouvement prioritairement politique, tout en attirant sur ses marges de plus en plus de militants (lycéens et/ou jeunes actifs). Cette évolution allait dans un premier temps le rapprocher du Mouvement nationaliste révolutionnaire puis de Troisième Voie, et dans un second temps l'éloigner de ces organisations, à mesure que les « gudards » affirmaient leur spécificité et se sentaient en mesure de compter sur leurs propres forces[réf. nécessaire].
Durant les années 1990, le GUD regroupe différentes sensibilités idéologiques et idéelles : néonazisme, nationalisme français, régionalisme européen, célébration des guérillas anti-impérialistes, anti-américanisme, antisionisme, antisémitisme (heurts contre des groupes de milices juives tels que la LDJ et le Betar), néo-paganisme...
Durant la fin des années 2000 et au début des années 2010, le GUD, sous la direction d'Édouard Klein, se rapproche de plusieurs mouvements d'extrême droite, le Bloc identitaire et Riposte laïque. L'un des membres historique du GUD, Philippe Péninque se rapproche également de Jean-Claude Nataf, chef de la Ligue de défense juive[réf. nécessaire]. Sous Édouard Klein, à la suite de l'agression violente d'un membre du GUD par la LDJ, le GUD conclut également un « pacte » avec la Ligue de défense juive où la promesse de ne pas perpétrer d'actes antisémites et antisionistes est faite, jusqu'à la reprise du GUD par Logan Djian.
En 2019, FranceSoir qualifie le GUD de néofasciste. Pour Pierre Lebourg, c'est depuis sa fondation que le GUD est un « mouvement activiste explicitement néofasciste ».
En 2022, lors de se réactivation — après les dissolutions des groupuscules Zouaves Paris et Bastion social —, le GUD, qui annonce son retour sur les réseaux sociaux avec une photo montrant un hommage aux militants du parti néonazi Aube dorée, est décrit comme ouvertement néofasciste et néonazi,,.
Pour Libération, les membres de groupuscules héritiers du GUD en conservent l'idéologie, « à la croisée du néofascisme et de la pensée nationaliste-révolutionnaire ».

### Symboles
Le GUD est représenté par le dessin d'un rat, ses membres, les Gudards, étant surnommés les rats noirs.
L'emblème de l'organisation est la croix celtique, symbole néofasciste.

## Financement
Le GUD trouve ses premiers financements en assurant des services d'ordre pour la campagne électorale de Georges Pompidou lors de l'élection présidentielle de 1969. Il assure également le service d'ordre des campagnes présidentielles de Valéry Giscard d'Estaing en 1974 et 1981, ainsi que celle de Raymond Barre en 1988.
Entre les années 1990 et 2020, le régime syrien, sous Hafez el-Assad puis Bachar el-Assad, finance les activités du GUD, ainsi que des ouvrages révisionnistes et campagnes de communication du GUD,,.

#### Témoignages
- Frédéric Chatillon, Thomas Lagane et Jack Marchal (dir.), Les Rats maudits. Histoire des étudiants nationalistes 1965-1995, Éditions des Monts d'Arrée, 1995  (ISBN 2-911387-00-7). Les chapitres 2, 3, 4, 5 et 6 évoquent plus particulièrement la création et les principaux « faits d'armes » du GUD.

#### Travaux
- Xavier Renou, Le GUD, autopsie d’un moribond. Histoire et analyses d’un groupuscule d’extrême droite (1975-1995), Éditions Reflex, 1998. Réédition remaniée d'un mémoire universitaire : Xavier Renou, Le Groupe union défense (GUD). Contribution à l'étude d'un mouvement politique de jeunes, mémoire de DEA, Université Paris II, 1996.
- (en) Roger Griffin, « Net gains and GUD reactions: patterns of prejudice in a Neo-fascist groupuscule », Patterns of Prejudice, vol. 33, no 2, 1999, p. 31-50
- Collectif, Bêtes et méchants. – Petite histoire des jeunes fascistes français, Paris, Éditions Reflex, 2002,  (ISBN 2-914519-01-X)
- Cohen V., Peynet B., Silva X., Teillard d'Eyry C. : « La légende noire d'Assas est-elle vraiment méritée ? », Versus, éd. Droit & sciences politiques (publication de l'association Benjamin Constant, Université Panthéon-Assas), no 4, décembre 2013 (« Frimaire an CCXXII »), p. 12-14